# マルチマウス
マルチマウス（英語: Multi Mouse）は、東京大学大学院教授の竹内郁雄らが所属する研究グループによって開発された、ミドルウェア。

## 概要
このミドルウェアを用いたPCの場合、1台のPCに複数のマウスを接続した際、マウスごとにカーソルを表示し、それぞれのマウスで個々のマウスカーソルを独立して動かす事ができるようになる。複数の人が同時に1つのPCを扱えることから、災害情報システムやゲームなどでの利用が検討されている。

### その他の特徴
- 理論上、最大109個のマウスを1度に使用できる。
- それぞれのマウスごとに、細かな設定（カーソルの色や形、動かせる範囲やスピード）をすることができる。

## 年表
- 2006年10月27日 - 新潟県見附市で、防災システムでの利用を想定した実証実験